# Однозначність
Однозначність або моносемія (грец. μόνοσημεία — «однозначність») — наявність у мовній одиниці (слові, фраземі, граматичній формі, синтаксичній конструкції) одного значення.
Однозначність:
- властивість за значенням однозначний;
- точна визначеність того, що слідує, випливає з чого-небудь; зумовленість, неминучість;
- визначеність смислового змісту, виключення різних тлумачень, розуміння;
- у математиці, фізиці — непорушність фізичного закону; один варіант, одне рішення, одна можливість.

Антонімічний термін — багатозначність.